# Marele Premiu al Las Vegasului
Marele Premiu al Las Vegasului este o cursă de Formula 1 ce face parte anual din calendarul Campionatului Mondial. Ea s-a desfășurat prima oară în sezoanele 1981 și 1982, înainte de a fi reintrodusă în calendarul Formulei 1 începând cu sezonul din 2023, pe un contract de 3 ani.

## Istoric

### 1981-1982

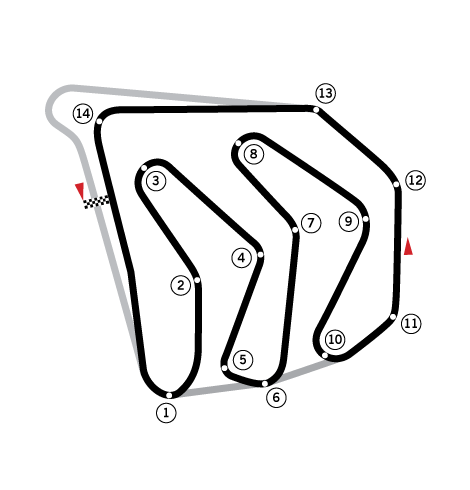
Circuitul Caesars Palace pe care s-au desfășurat cursele din 1981 și 1982.

Prima cursă trebuia inițial să aibă loc ca ultima etapă a sezonului 1980, pe 2 noiembrie, la 4 săptămâni după Marele Premiu al Statelor Unite de la Watkins Glen. Dar, când Watkins Glen a ieșit din calendar după 1980, Las Vegas a câștigat importanță, iar Bernie Ecclestone și alții au depus mai multe eforturi pentru a se asigura că această cursă va continua. Noua cursă va încheia sezonul, în timp ce Long Beach, la doar 480 km distanță, îl va începe. Din cauza naturii sale plate, repetitive a circuitului, a locației sale (într-o parcare) și a Las Vegasului însuși, a fost descris ca fiind unul dintre cele mai proaste circuite pe care Formula 1 le-a vizitat vreodată.
Pista a fost amenajată în parcarea hotelului Caesars Palace. Suficient de lată pentru depășiri, a oferit zone ample de ieșire în decor, pline cu nisip, și avea o suprafață netedă ca sticla. Direcția sa în sens invers acelor de ceasornic a pus totuși o presiune enormă asupra gâtului piloților. Când Nelson Piquet a câștigat primul său Campionat Mondial terminând cursa pe locul al cincilea în 1981, i-au trebuit 15 minute să-și revină după cursă din cauza căldurii. Cursa din 1982, desfășurată, de asemenea, în căldură intensă, a fost câștigată de Michele Alboreto într-un Tyrrell, dar acesta a fost sfârșitul curselor de Formula 1 din Las Vegas, deoarece cursele atrăseseră doar mulțimi mici, iar cursa din 1981 s-a dovedit a fi o pierdere uriașă pentru hotel. După retragerea din calendarul Formulei 1, evenimentul a fost asumat de CART pentru 1983 și 1984.

### Reîntoarcerea în Formula 1 (2023-prezent)
În martie 2022, Liberty Media, organul care se ocupă de drepturile comerciale ale Formulei 1, a anunțat că Las Vegas va reveni în calendar începând cu sezonul din 2023. De această dată, evenimentul urmează să aibă loc în jurul Las Vegas Strip. Va fi al treilea Mare Premiu din Statele Unite care va avea loc în 2023 după Miami și Statele Unite, și va marca prima oară din 1982 și a doua oară în general când vor avea loc trei curse în Statele Unite într-un sezon de Formula 1.

## Edițiile Marelui Premiu al Las Vegasului
| An          | Pole position     | Cel mai rapid tur | Pilotul câștigător | Constructorul câștigător   | Circuit           | Detalii           |
| ----------- | ----------------- | ----------------- | ------------------ | -------------------------- | ----------------- | ----------------- |
| 2024        | George Russell    | Lando Norris      | George Russell     | Mercedes                   | Las Vegas Strip   | Detalii           |
| 2023        | Charles Leclerc   | Oscar Piastri     | Max Verstappen     | Red Bull Racing-Honda RBPT | Las Vegas Strip   | Detalii           |
| 2022 – 1983 | Nu s-a desfășurat | Nu s-a desfășurat | Nu s-a desfășurat  | Nu s-a desfășurat          | Nu s-a desfășurat | Nu s-a desfășurat |
| 1982        | Alain Prost       | Michele Alboreto  | Michele Alboreto   | Tyrrell-Ford               | Caesars Palace    | Detalii           |
| 1981        | Carlos Reutemann  | Didier Pironi     | Alan Jones         | Williams-Ford              | Caesars Palace    | Detalii           |